# Літчфілд (Коннектикут)
Літчфілд (англ. Litchfield) — місто (англ. town) в США, в окрузі Лічфілд штату Коннектикут. Населення — 8192 особи (2020).

## Демографія
Згідно з переписом 2010 року, у місті мешкало 8466 осіб у 3459 домогосподарствах у складі 2306 родин. Було 3975 помешкань
Расовий склад населення:
| - 96,3 % — білих - 0,9 % — азіатів - 0,6 % — чорних або афроамериканців - 0,2 % — корінних американців - 0,1 % — вихідців з тихоокеанських островів |

До двох чи більше рас належало 1,4 %. Частка іспаномовних становила 2,0 % від усіх жителів.
За віковим діапазоном населення розподілялося таким чином: 21,1 % — особи молодші 18 років, 59,3 % — особи у віці 18—64 років, 19,6 % — особи у віці 65 років та старші. Медіана віку мешканця становила 47,3 року. На 100 осіб жіночої статі у місті припадало 97,0 чоловіків;  на 100 жінок у віці від 18 років та старших — 94,9 чоловіків також старших 18 років.
Середній дохід на одне домашнє господарство  становив 103 447 доларів США (медіана — 78 375), а середній дохід на одну сім'ю — 124 193 долари (медіана — 101 983). Медіана доходів становила 68 938 доларів для чоловіків та 55 257 доларів для жінок. За межею бідності перебувало 7,3 % осіб, у тому числі 7,1 % дітей у віці до 18 років та 8,0 % осіб у віці 65 років та старших.
Цивільне працевлаштоване населення становило 4168 осіб. Основні галузі зайнятості: освіта, охорона здоров'я та соціальна допомога — 28,9 %, науковці, спеціалісти, менеджери — 10,7 %, виробництво — 10,3 %.